# طوطی انجیرخوار دوچشم
طوطی انجیرخوار دوچشم (Cyclopsitta diophthalma)، که همچنین به نام‌های طوطی انجیرخوار رخ‌آبی، طوطی انجیرخوار رخ‌سرخ و طوطی انجیرخوار کوتوله نیز شناخته می‌شود، عمدتاً در جنگل‌های گینه نو و جزایر مجاور زندگی می‌کند. همچنین در جوامع منزوی در امتداد سواحل استوایی استرالیا، در شرق محدوده تقسیم بزرگ یافت می‌شود. با میانگین طول کل حدود۱۴ سانتیمتر (۵ ۱⁄۲ اینچ) کوچک‌ترین طوطی استرالیا است.